# 溪螳属
溪螳属（学名：Namamantis）为色翅螳科的一个属。

## 下属物种
本属包括以下物种：
- 黑斑溪螳 Namamantis nigropunctata Kaltenbach, 1996